# 布赫海姆
布赫海姆是德国巴登-符腾堡州的一个市镇。总面积18.30平方公里，总人口614人，其中男性313人，女性301人（2011年12月31日），人口密度34人/平方公里。